# Homer (Texas)
Homer è una comunità non incorporata degli Stati Uniti d'America, situata nella Contea di Angelina dello Stato del Texas.

## Geografia fisica
Si tratta di una comunità non incorporata situata nella U.S. Highway 69, sei miglia a sud-est di Lufkin.

### Ricerche
- Homer, Texas, dal The Handbook of Texas Online